# Lavoir de Cortiambles
Le lavoir de Cortiambles est un lavoir à impluvium situé sur la commune de Givry, construit en 1829 par l'architecte bourguignon Zolla et l'entrepreneur François Berthelot.